# Лило и Стич (фильм)
«Лило и Стич» (англ. Lilo & Stitch) — американский научно-фантастический комедийный фильм 2025 года, снятый студиями Walt Disney Pictures и Rideback и распространённый Walt Disney Studios Motion Pictures. Режиссёром выступил Дин Флейшер Кэмп, создавший анимационный ремейк классического диснеевского мультфильма 2002 года «Лило и Стич», дополненный элементами последующих анимационных продолжений и сериалов. Главные роли исполнили: Майя Кеалоха — её дебютная роль Лило Пелекай; оригинальный создатель и голос персонажа Крис Сандерс вновь озвучивает Стича; а также актёрский состав в лице Сидни Элизабет Агудонг, Билли Магнуссена, Ханны Уоддингем, Кортни Б. Вэнса, Зака Галифианакиса и оригинальных исполнителей ролей Эми Хилл, Тиа Каррере и Джейсона Скотта Ли, исполняющих различные второстепенные роли.
Работа над проектом стартовала в октябре 2018 года, сценарием занимался Майк Ван Ваес, продюсерские обязанности взяли на себя Дэн Лин и Джонатан Эйрих. Позже режиссёром стал Джон М. Чу, однако впоследствии этот пост занял Дин Флейшер Кэмп вместе с новым сценаристом Крисом Кеканиокалани Брайтом. Кастинг проходил с ноября 2022-го по июнь 2023 года, съёмочный процесс шёл с апреля по июль 2023 года, прервавшись сначала из-за забастовки Гильдии сценаристов Америки, а позже из-за остановки производства вследствие стачки SAG-AFTRA, возобновившись лишь в феврале-марте 2024 года. Композитором картины выступил Дэн Ромер, визуальные эффекты созданы усилиями студии Industrial Light & Magic совместно с несколькими другими эффект-студиями.  
Фильм впервые показали публике 17 мая 2025 года в кинотеатре El Capitan Theatre в Лос-Анджелесе, а официальная премьера состоялась 23 мая 2025 года. Несмотря на разноречивые мнения кинокритиков, картина установила многочисленные рекорды сборов за праздничные дни Дня памяти и собрала свыше $1,025 млрд по всему миру. Таким образом, фильм стал второй самой успешной картиной 2025 года и абсолютным лидером среди игровых фильмов с анимированными персонажами по кассовым сборам всех времён, преодолев отметку в миллиард долларов. Сейчас ведётся работа над созданием продолжения, сценарий которого пишет Крис Сандерс.

## Сюжет
Доктор Джамба Джукиба осуждён Объединённой Галактической Федерацией за нелегальные генетические опыты, приведшие к созданию экспериментального существа №626 — чрезвычайно сильного, почти неуязвимого и быстрообучаемого монстра. За преступление Джамбу помещают в тюрьму, а существо №626, проявляя деструктивное поведение, изгоняется с планеты Туро. Но оно бежит, угоняя патрульный корабль и направляясь к Земле, где вскоре терпит аварию на острове Кауаи.
Великий совет Федерации предлагает Джамбе освобождение взамен возвращения эксперимента, назначив помощником агента Пликли, эксперта по Земле.
Тем временем на Кауаи девочка-гавайянка Лило Пелекай сталкивается с проблемами адаптации в школе из-за ссоры с одноклассницей Мерл Эдвардс. Социальный работник Миссис Кекоа посещает семью Лило и выясняет, что старшая сестра девочки Нани не справляется с обязанностями опекуна. Она даёт Нани срок в одну неделю, чтобы исправить ситуацию.
Узнав, что Лило мечтает обрести друга, соседка Титу, ведёт её в приют для животных, где она встречает №626. Чтобы избежать захвата Джамбой и Пликли, эксперимент маскируется под собаку и становится питомцем семьи. Девочка даёт ему имя «Стич», связанное с ремонтом сиденья автомобиля, проведённым Нани.
Однако события начинают развиваться непредсказуемо: семья устраивается на работу в ресторан Luau благодаря знакомству Нани с другом детства Дэвидом Кавеной, но ситуация ухудшается, когда Стич вызывает пожар, вынуждая уволить Нани.
Прибывший на остров агент ЦРУ Кобра Бабблз притворяется социальным работником и предупреждает Нани, что отсутствие постоянной занятости грозит потерей опеки над сестрой. Усилиями Лило Нани получает должность инструктора по серфингу, и они весело проводят время на пляже.
Тем временем попытки Джамбы и Пликли захватить Стича оказываются неудачными, что приводит к очередному столкновению, заканчивающемуся крушением лодки и погружением Лило под воду.
Опасаясь последствий аварий, социальные службы предлагают семье финансовую помощь при условии отказа от опеки. Приняв непростое решение, Нани временно соглашается на предложение.
Оставшись одна, Лило переживает внутреннюю борьбу, пока Стич размышляет о своём поведении и самостоятельно отправляется назад в приют. Совещание членов Совета заканчивается снятием обещания свободы Джамбе, и Пликли поручено вернуть учёного в тюрьму. Вместо этого Джамба захватывает Стича.
Утром следующего дня исчезновение Лило замечает вся семья. Собравшиеся члены группы отправляются на поиски девочки, находящейся рядом с местом пленения Стича. Завязывается борьба между семьёй и Джамбой, приводящая к разрушениям дома Пелекай.
Во время конфликта Джамба открывает правду о мотивах поведения Стича, заставляя последнего почувствовать вину и добровольно подчиниться захватчику.
Попавший на борт космического корабля Джамбы Стич оказывается снова захвачен. Однако вмешивается Лило, освобождая друга и выводя учёного за пределы судна. Судно терпит крушение в океане, Лило и Стич остаются под водой. Благодаря способности плавать, Стич спасает девочку, рискуя собственной жизнью.
Нани и Дэвид вытаскивают Лило на сушу, девушка категорически противится оставить раненого Стича. Возвратившись в море, Нани поднимает Стича на берег, где, очнувшись, он проявляет признаки нового характера.
Советница повторно задерживает Джамбу, видя изменения в Стиче, разрешает ему жить на Земле с новой семьей («Охана»). Агент Пликли остается наблюдать за поведением Стича.
Семья Пелекай ремонтирует дом и продолжает счастливую жизнь.
В конце сюжета показано, что Нани поступает учиться в университет Калифорнии в Сан-Диего, где изучает морскую биологию. Воспользовавшись порталопушкой Джамбы, она навещает младшую сестру и Стича на Кауаи.

## В ролях
- Крис Сандерс — голос Стича[6]
- Майя Кеалоха — Лило Пелека́и[7]
- Зак Галифианакис — голос доктора Джамбы Джукибы, в оригинальном мультфильме его озвучивал Дэвид Огден Стайерс
- Билли Магнуссен — агент Пликли, в оригинальном мультфильме его озвучивал Кевин Макдональд
- Сидни Агудонг — Нани Пелекаи
- Кайпо Дудойт — Дэвид Кауина
- Тиа Каррере — миссис Кекоа, в оригинальном мультфильме она озвучивала Нани Пелекаи
- Кортни Б. Вэнс — Кобра Бабблз, в оригинальном мультфильме его озвучивал Винг Рэймс[8]
- Эми Хилл — Туту

## Производство
3 октября 2018 года стало известно, что компания Walt Disney Pictures разрабатывает гибридную экранизацию анимационного фильма «Лило и Стич» 2002 года в формате игрового кино и компьютерной анимации. Фильм должен был быть адаптирован Майком Ван Вейсом, спродюсирован Дэном Лином и Джонатаном Эйрихом и сопродюсирован Райаном Халприном. 24 октября 2018 года Ван Вейс сообщил, что начал работать над сценарием ремейка. 13 ноября 2020 года Джон М. Чу начал переговоры о постановке фильма, в то время как Ван Ваес, как сообщалось, покинул проект, и студия искала нового сценариста, чтобы переписать сценарий Ван Ваеса, хотя Чу в конечном итоге не станет режиссёром фильма из-за других обязательств. 14 июля 2022 года Deadline Hollywood сообщил, что вместо него режиссёром был выбран Дин Флейшер Кэмп; Брайт был утверждён в качестве сценариста в феврале 2023 года.
Фильм получил рабочее название Bad Dog, отсылка к тому, что вечно непослушного Стича принимают за собаку и усыновляют, а новая производственная компания, созданная для фильма, была названа «Blue Koala Pictures, Inc.» в связи с типичным описанием внешности персонажа.
Хотя предполагалось, что соавтор сценария/сорежиссёр оригинального фильма Крис Сандерс вновь озвучит Стича в ремейке, Сандерс заявил в интервью в сентябре 2022 года, что Disney ещё не обращалась к нему по поводу повторного озвучивания роли, хотя он заявил, что всегда готов вернуться, чтобы озвучить своего персонажа.
В феврале 2023 года Зак Галифианакис присоединился к актёрскому составу в нераскрытой на тот момент роли. Хотя TheWrap сообщил, что он будет озвучивать Пликли, The Hollywood Reporter опроверг их в апреле, сообщив, что Галифианакис озвучивает доктора Джамбу Джукибу. В конце марта Майя Кеалоха была приглашена на главную роль Лило Пелекаи.
В апреле 2023 года Билли Магнуссен получил роль агента Пликли, а Сидни Агудонг — роль Нани Пелекаи. Позже в том же месяце Кахиау Мачадо получил роль Дэвида Кавены, а Кортни Б. Вэнс — роль Кобры Бабблз, которую, по первоначальному мнению фанатов, вырезали из фильма. Тиа Каррере и Эми Хилл, которые озвучивали роли в оригинальном фильме и его продолжениях, таких как Lilo & Stitch: The Series, были приглашены на новые роли, а Сандерс вёл окончательные переговоры о том, чтобы вновь озвучить роль Стича.
Съёмки должны были начаться на Оаху 13 марта 2023 года, а закончиться 16 июня. Однако позже начало съёмок было перенесено на 17 апреля.
16 апреля 2023 года произошёл пожар в трейлере на территории базового лагеря съёмочной площадки фильма в Халейве, причинив ущерб примерно на 200 000 долларов. В трейлере находились костюмы, которые должны были использоваться в течение первых трёх недель съёмок. Пожар начался до 11 вечера по местному времени и был потушен к часу ночи следующего дня. Сообщений о пострадавших не поступало, хотя начало съёмок было отложено на неопределенный срок. Департамент полиции Гонолулу классифицировал это как поджог и начал расследование.
Визуальные эффекты предоставлены компанией Moving Picture Company.
В ноябре 2020 года Variety и The Hollywood Reporter сообщили, что Disney ещё не определился, будет ли фильм выпущен в кинотеатрах или через Disney+. В ноябре 2022 года было подтверждено, что фильм будет выпущен на Disney+. В августе 2024 года фильм был перенесён. И вышел в кинотеатрах 23 мая 2025 года.

## Восприятие

### Театральные сборы
По состоянию на 8 августа 2025 года фильм «Лило и Стич» собрал следующие суммы:
- США и Канада: 422 млн долларов
- Остальной мир: 604 млн долларов
- Общий мировой прокат: 1,025 млрд долларов.

Перед началом проката продажи билетов оказались успешными. Компания Fandango Media объявила, что «Лило и Стич» установил новый рекорд по предварительным продажам билетов в первый день года среди фильмов с рейтингом PG, обойдя такие фильмы, как «Майнкрафт в кино», «Белоснежка», «Догмен: Пушистая справедливость» и американская версия «Приключений Паддингтона 3». Более того, фильм стал вторым по объему предварительных продаж в первый день среди всех ремейков Disney после «Короля Льва».
Релиз «Лило и Стич» совпал с выходом другого крупного проекта — «Миссией невыполнимой: Финальная расплата». Изначально ожидалось, что сборы фильма за четырёхдневные праздники в честь Дня поминовения достигнут около 165 млн долларов. Однако уже после первого дня показов, принесшего 55 млн долларов (включая 14,5 млн долларов от предварительных просмотров), оценки выросли до 175–180 млн долларов. Затем прогноз увеличился ещё больше, до ожидаемых 183 млн долларов за четыре дня, что позволило бы фильму превысить рекорд открытия праздничного уикенда, установленный ранее фильмом «Топ Ган: Мэверик».
Фактически фильм принёс:
- За трёхдневный период: 146 млн долларов
- За полный четырёхдневный уикенд: 182,6 млн долларов,установив новые рекорды.

Второе уикэнд показал сумму в 61,8 млн долларов (-58% спад), оставив фильм на первом месте бокс-офиса. Далее фильм продолжал удерживать лидерство ещё две недели подряд, собирая значительные суммы:
- Третье воскресенье: 32,4 млн долларов
- Четвёртое воскресенье: 15,5 млн долларов.

Наконец, 17 июля 2025 года фильм официально перешагнул отметку в 1 миллиард долларов, став первым американским блокбастером 2025 года и вторым кинофильмом текущего года вообще (после китайского мультфильма «Нэчжа 2»), сумевшим достичь подобного результата. Это стало важным достижением для кинематографа, поскольку предыдущий аналогичный успех был зафиксирован в 2019 году с ремейком «Король Лев». Помимо этого, «Лило и Стич» обошёл «Смурфиков» (563 млн долларов в 2011 году), став самым успешным фильмом с участием живых актеров и компьютерной графики за всю историю киноиндустрии.

### Критика
Отзывы на фильм были преимущественно позитивными и смешанными. Согласно агрегатору рецензий Rotten Tomatoes, 72% из 213 обзоров положительно оценили картину. Общий консенсус сайта звучит следующим образом: «Этот ремейк сохраняет привлекательность оригинального мультфильма, пусть и не достигает той же бурной фантазии, представляя собой один из лучших игровых переосмыслений классических произведений Disney». Metacritic, оценивающий фильмы по средневзвешенному баллу, поставил фильму оценку 53 из 100 на основании 39 критических мнений, характеризующихся как «смешанные или средние».  
Зрители тоже высоко оценили фильм: зрители CinemaScore поставили ему средний балл «A» по пятибалльной шкале (от A+ до F), равнозначный оценке оригинальной анимации. Участники опроса PostTrak выразили общее положительное мнение на уровне 90%, причем 81% респондентов однозначно рекомендовали просмотр.  
Несмотря на общий положительный отклик, некоторые элементы, введённые в ремейк, вызвали критику зрителей и специалистов, включая исключение героя Пликли, отсутствие персонажа Ганту, изменение характеристик доктора Джамбы и сюжетный ход с временной утратой Нани родительских прав на Лило.

## Продолжение
В интервью перед выходом фильма режиссёр Кэмп и продюсер Эйрих заявили, что они сосредоточены на выпуске текущего фильма и не обсуждали конкретные планы по продолжения. Кэмп повторил мнение Эйриха о том, что любое будущее направление будет зависеть от приёма аудитории, отметив обширный мир франшизы, как источник потенциального вдохновения, а Эйрих указал на пасхалку в фильме, отсылающего на Ангела, Рубена и эксперимента 627, которого он ошибочно называет Лероем. В июне 2025 года Кэмп сказал, что сделает продолжение, если это будет правильная идея, не только потому, что на него есть новый рыночный спрос, но он также будет открыт для создания анимационного спин-оффа в виде эпизодического или ограниченного сериала. Пока не определено, будет ли продолжение в разработке. Позже в том же месяце, 26 июня, в день, также известный как «День 626» или «День стёжка», было объявлено, что продолжение находится в разработке.